# Рагби јунион репрезентација Малезије
Рагби јунион репрезентација Малезије је рагби јунион тим који представља Малезију у овом екипном спорту. Рагби је спорт са дугом традицијом у Малезији, рагби савез Малезије је основан 1921. У Малезији има око 300 рагби клубова и 40 000 регистрованих рагбиста. Најтежи пораз Малезији нанела је Рагби јунион репрезентација Јужне Кореје 1996. 112-5. Највећу победу рагбисти Малезије остварили су 2012. када су били бољи од Кине 89-0.

## Тренутни састав
Азман Осман
Мохд Нуразаман Рамли
Динесваран Кришван
Сае Фалаупага
Мохамед Сираф Садин
Ето Вака Саукуру
Мохд Сиарах Асраг Росли - капитен
Фат Хор Рози
Атунасиа Лакадаму Такубу
Ватимио Рабебе
Серу Пепели
Амирул Сени
Мохд Росманизам Рослан
Исоа Вулума Турува
Ван Изудин Исмаил
Амирул Мукминин Амизан
Бадрул Муса
Хезекиа Јеп